# Hydropsyche maura
Hydropsyche maura là một loài Trichoptera trong họ Hydropsychidae. Chúng phân bố ở miền Cổ bắc.